# آرکنت
آرکُنت یا آرکونته (به فرانسوی: Archonte) از واژه آرخونتس (ἄρχοντες) در زبان یونانی باستان، به معنای «رئیس» مشتق شده‌است. در آتن قدیم و یونان باستان، این کلمه (آرکنت) به یکی از بالاترین مقامات حکومتی یعنی به فردی که به ریاست عامه می‌رسید گفته می‌شد.
در یونان باستان، ابتدا تنها یک نفر شاغل این شغل می‌شد و به مقام آرکنتی می‌رسید، امّا بعدها نه نفر به این عنوان دست می‌یافتند. از این نه نفر، سه نفر که مهمتر و معروفتر از سایرین بودند، عبارت بودند از:
۱- آرکنت اپونیم: آرکنتی بود که نام خود را به شخصی یا به چیزی عاریت می‌داد و حتی مثلاً سالی که او بدین مقام می‌رسید برای همیشه به نام او خوانده می‌شد.
۲- آرکنت شاه: آرکنتی بود که مأمور رسیدگی به امور مذهبی و معنوی مردم به‌شمار می‌رفت و همچنین قضاوت در مورد جنایات را هم بر عهده داشت.
۳- آرکنت پولمارک: عهده‌دار فرماندهی سپاه بود و ضمناً محاکماتی را که بین اهالی شهر و افراد خارجی پدید می‌آمد، داوری می‌کرد و به انجام می‌رسانید.
آرکنت‌ها همواره از میان نجیب‌زادگان و طبقهٔ اشراف برگزیده می‌شدند و برای مدتهای مدید در تاریخ یونان باستان، حائز اهمیت بسیار بودند. امّا تقریباً در اواخر قرن پنجم قبل از میلاد، مقام آرکنتی اهمیت خود را از دست داد.
گفتنی این که از سال ۷۵۳ قبل از میلاد، آرکنت‌های یونان، سه نفر بودند که برای یک دوران ده ساله مأموریت می‌یافتند ولی از سال ۶۸۳ قبل از میلاد، دورهٔ خدمت آنان به یک سال تقلیل داده شد و بعدها ۶ آرکنت دیگر که «آرکنت قضائی» یا تسموتت نامیده می‌شدند، بدانها اضافه شد تا تعداد آنها به ۹ نفری برسد که در فوق ذکر گردید.
از گذشته‌های دور در کتابهای فارسی زبان، کلمهٔ آرکنت به صورتهای مختلفی ترجمه شده‌است. مثلاً این کلمه گاهی به معنی رئیس، سردار، شاهزاده، مهتر و حتی امام آمده و گاهی پیشوا و مقتدای ترسایان معنا گردیده‌است.
همچنین تعبیر پیشوای روحانی و نیز عبارت: قاضی بزرگ جمهوری‌های یونان، گاهی معادل فارسی کلمه آرکنت تلقی شده‌اند.
در عربی و همچنین به اقتفای آن در برخی متون فارسی، از کلمهٔ آرکنت جمع مکسر ساخته و آن را در حالت جمع به صورت: اراکنه هم به کار برده‌اند. مثلاً ابن ابی اصیبعه در «ترجمهٔ احوال سقراط» نوشته‌است:
«... فلمّا علم الرؤساء فی وَقتِهِ من الکُهنة و الاراکنة» (عُیون الأنباء)
این نام همچنین به صورت آرکئون نیز در کتاب‌های فارسی آمده‌است، به عنوان نمونه در لغت نامه دهخدا به نقل از جهانگشای جوینی می‌خوانیم:
«.... از نصاری آنک ایشان را ارکئون و رهبان و احبار می‌خوانند…»
صورت دیگری برای ضبط جمع این کلمه (آرکنت) در کتب فارسی، ارکونان می‌باشد. مثلاً در رساله خواجه نصیر طوسی و جامع التواریخ و تاریخ شاهی قراختائیان آمده‌است:
«.... پادشاه (هلاکو)، (بعد از فتح بغداد) فرمود تا شش مثال بنوشتندی که علویان و دانشمندان و ارکونان و شیخان و کسانی که استادان و پیشه‌وران اند، و کسانی که با ما جنگ نکنند، این جماعت را امان است…»
دکتر محمدابراهیم باستانی پاریزی احتمال داده‌است که رابطه‌ای میان کلمه آرکونت با کلمه آخوند وجود دارد.
این کلمه در برخی نوشته‌ها به صورت آرخون هم نوشته شده‌است، بعنوان نمونه در ترجمهٔ تاریخ تمدن
اثر ویل دورانت می‌خوانیم:
در شهرهای یونانی قدیم، صاحبمنصبان عالیرتبه عنوان آرخون داشتند. آتن دارای ۹ نفر آرخون بود که پس از اتمام دورهٔ خدمت وارد آریوپاگوس (محکمهٔ معروف یونان) می‌شدند. تعداد آرخونها در آغاز سه تن بود که یکی از آنها با نام آرخون باسیلئوس اجرای شعائر مذهبی را بر عهده داشت.